# Neopsittacus
Neopsittacus è un genere di uccelli della famiglia degli Psittaculidi.

## Tassonomia
Comprende le seguenti specie:
- Neopsittacus musschenbroekii (Schlegel, 1871) - lorichetto beccogiallo
- Neopsittacus pullicauda Hartert, 1896 - lorichetto beccoarancio